# Andrena melittoides
Andrena melittoides là một loài Hymenoptera trong họ Andrenidae. Loài này được Friese mô tả khoa học năm 1899.

## Hình ảnh

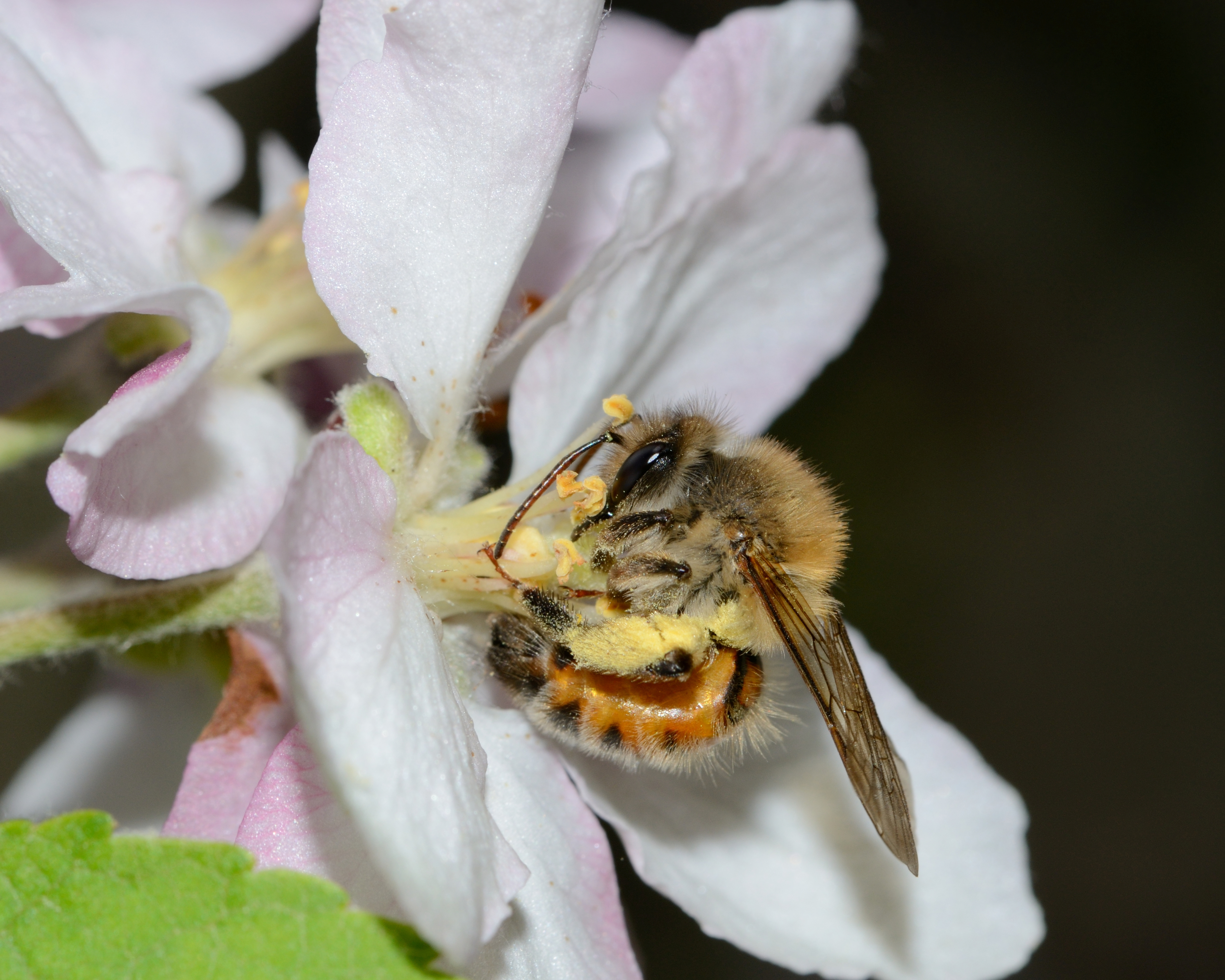
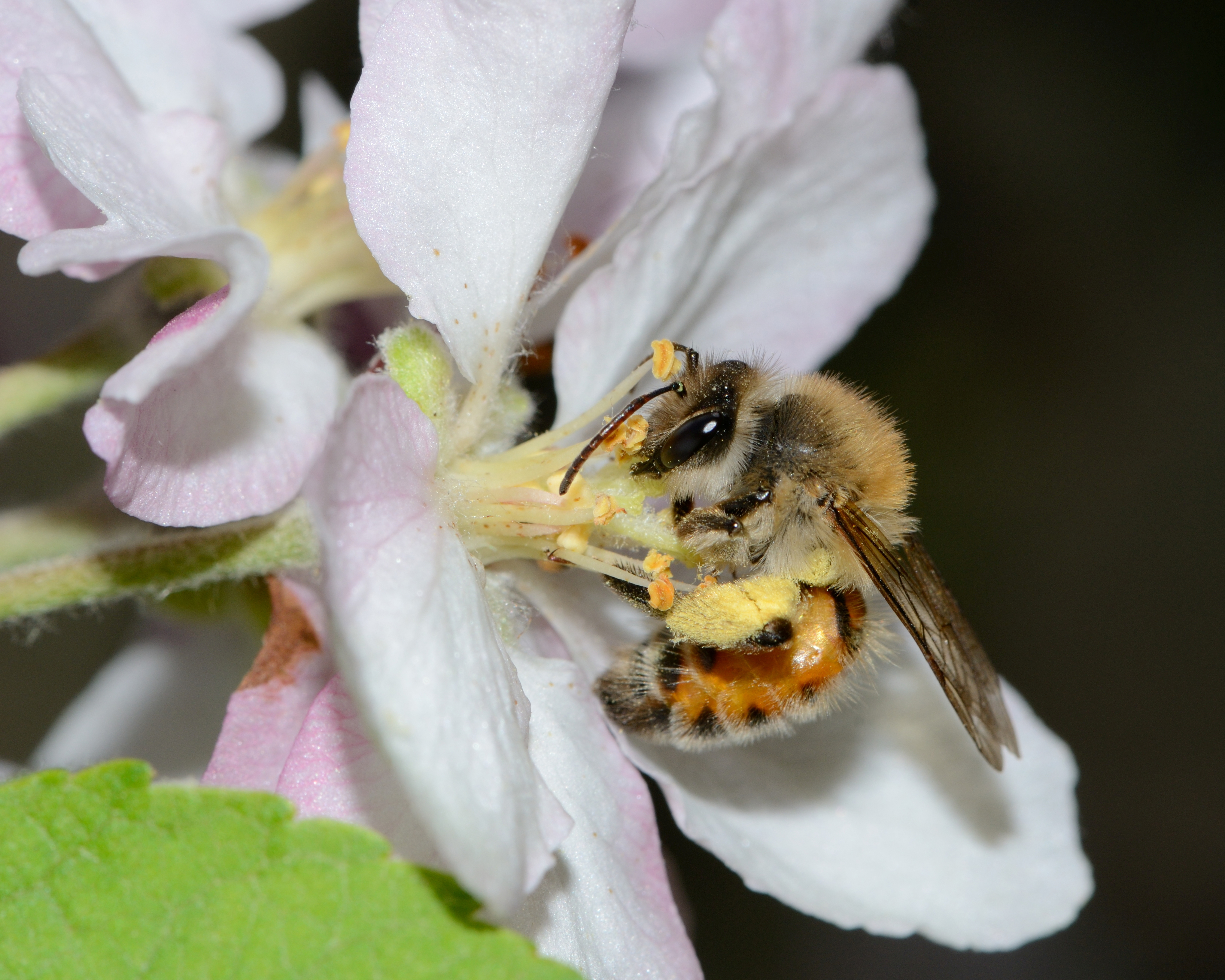
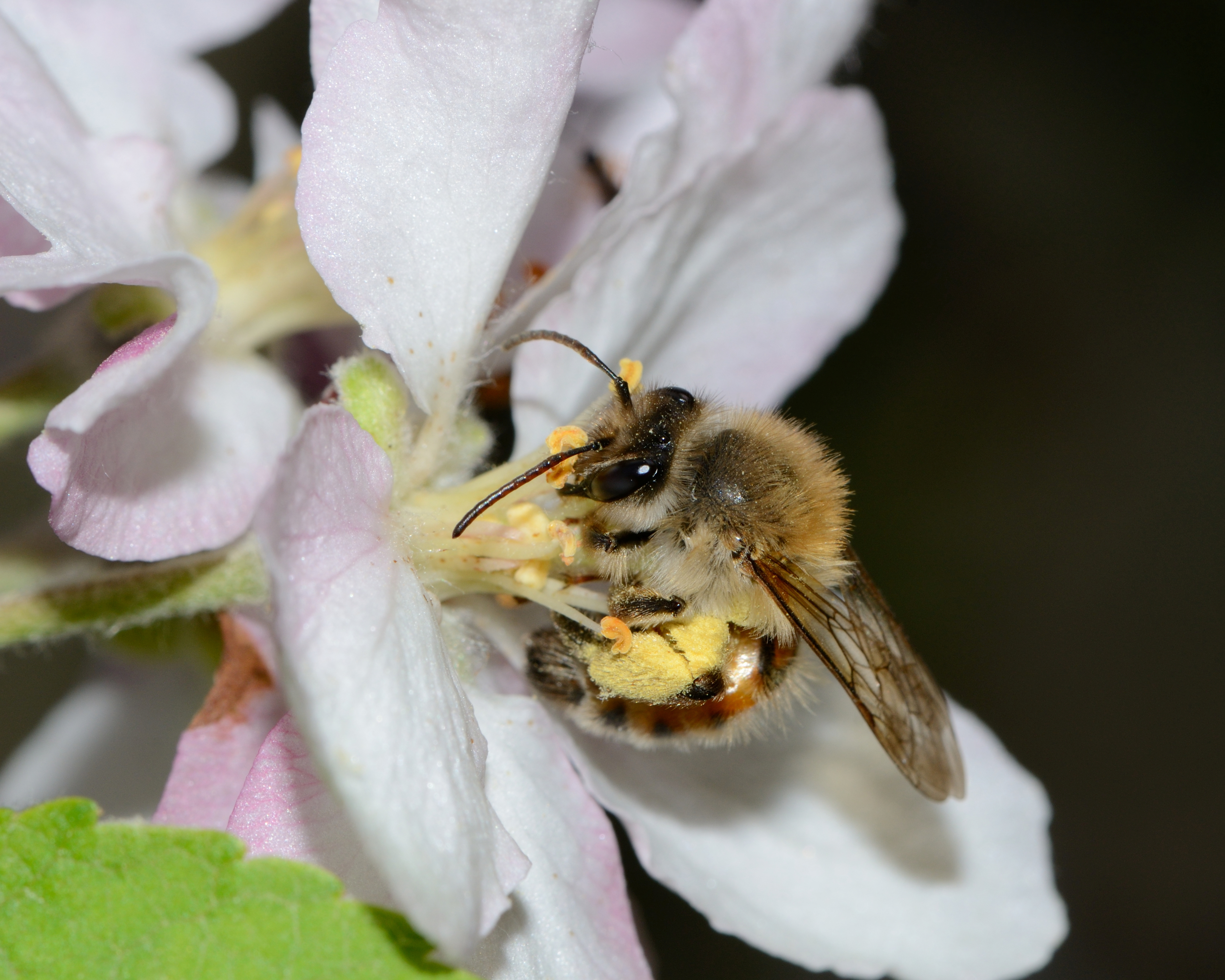
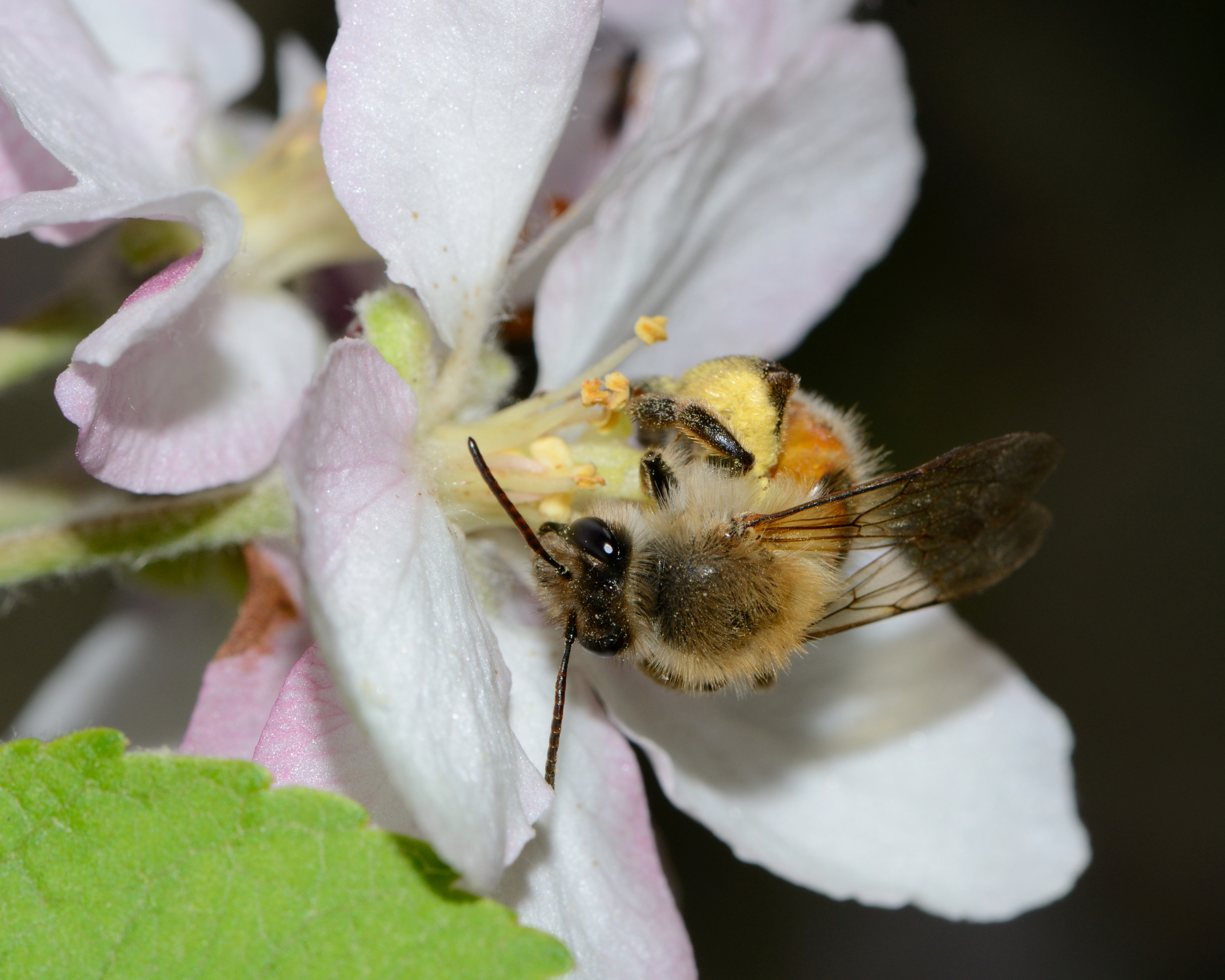